# Uromastyx benti
Uromastyx benti är en ödleart som beskrevs av Anderson 1894. Uromastyx benti ingår i släktet dabbagamer och familjen agamer. IUCN kategoriserar arten globalt som livskraftig. Inga underarter finns listade i Catalogue of Life.
Arten förekommer i Oman och Jemen. Den lever i regioner som ligger 800 till 1000 meter över havet. Habitatet utgörs av klippiga områden med glest fördelad växtlighet. Honor lägger ägg.